# 歌川芳里
歌川 芳里（うたがわ よしさと、生没年不詳）とは、江戸時代の浮世絵師。

## 来歴
歌川国芳の門人、歌川の画姓を称し一葉斎と号す。作画期は嘉永の頃とされるが、その他の経歴や作については不明。